# Пресечен шестоделен пресечен тетраедър
Пресечен шестоделен пресечен тетраедър е неправилен многостен. Лицата са петоъгълници и шестоъгълници. Той има 84 лица, 126 ръба и 44 върха. Дуалният многостен е шестоделен петоделен пресечен триделен тетраедър. Той е многостен на Конуей.